# Kozma Dushi
Kozma Dushi, född 23 augusti 1955 i Berat, är en albansk sångare. Han är mest känd för låten "Eja o shoku ynë", med vilken han slutade på andra plats i Festivali i Këngës 1987, samt för sina flerfaldiga övriga deltaganden i Festivali i Këngës.
År 1984 tog han examen från konstinstitutet i Tirana och han debuterade i Festivali i Këngës 15. Sedan dess har han deltagit i tävlingen ett flertal gånger. Trots att han ställt upp i Festivali i Këngës många gånger och deltagit i många konserter har han aldrig lyckats vinna tävlingen.
1987 ställde Dushi upp i Festivali i Këngës 26:e upplaga med låten "Eja o shoku ynë" ("Lot me ty o djalë"). Dushi skulle precis deklareras som vinnare av tävlingen när Albaniens diktator Enver Hoxhas fru, Nexhmije Hoxha, meddelade att hon ville att en annan låt skulle vinna varpå "Nuk e harroj", framförd av Irma Libohova och Eranda Libohova utsågs till segrare.
Sedan Festivali i Këngës blev Albaniens uttagning till Eurovision Song Contest har han deltagit i tävlingen fyra gånger. Som bäst har han slutat på en sextonde plats, år 2007. I december 2012 gjorde han comeback i tävlingen då han deltog i Festivali i Këngës 51. Han blev därmed den äldsta deltagaren i 2012 års tävling. Låten han tävlade med heter "Ëndërr mbete ti". Han lyckades inte ta sig vidare till finalen.
I mars 2014 debuterade Dushi i Top Fest med låten "Besoj të dashuria". Han tog sig med låten vidare till tävlingens semifinal. I december samma år skulle han deltagit i Festivali i Këngës 53 med låten "Kënga jeta jonë" (Vårt livs låt) men han drog sig ur tävlan. Han gjorde ett nytt försök i Festivali i Këngës 54 med låten "Një kafe".